# Semiothisa unimodaria
Semiothisa unimodaria là một loài bướm đêm trong họ Geometridae.